# جمعة المطلب الواحد

صلاة الجمعة في مليونية 18 نوفمبر

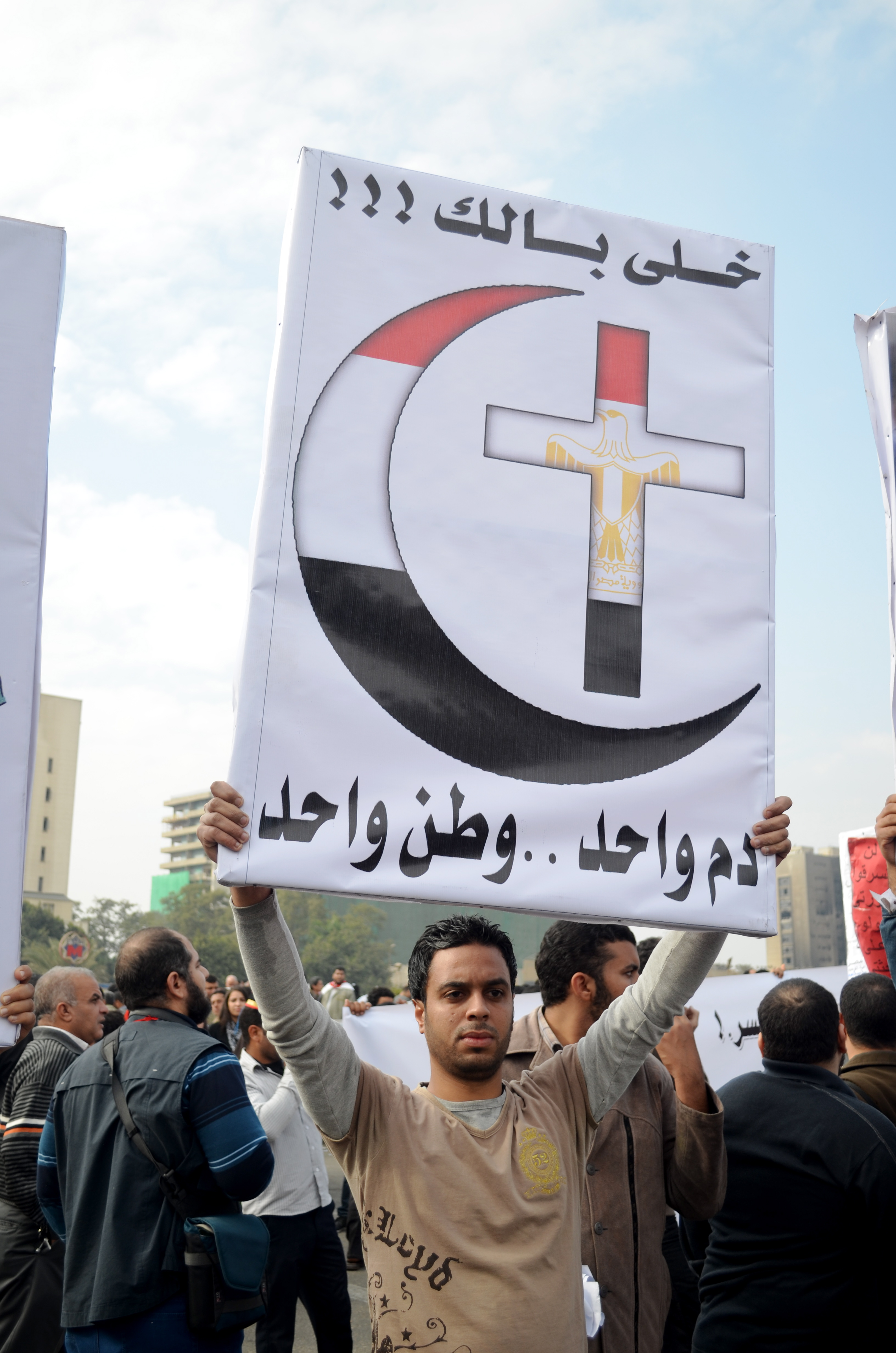
لافتة تدعو للوحدة الوطنية ولنبذ الطائفية.

جمعة المطلب الواحد كانت يوم 18 نوفمبر 2011 لإنعاش ثورة 25 يناير التي قضت علي حكم الرئيس السابق مبارك وتولى مكانه مجلسه العسكري. وامتلأ ميدان التحرير وميادين مصر بالثوار المطالبين بتسليم السلطة وإستكمال ثورتهم، يتميز هذا اليوم بإتفاق معظم القوى الثورية مع القوى الإسلامية والليبرالية في المشاركة، وانتهت باعتصام بعض مصابين الثورة وأهالي الشهداء مطالبين بحقوقهم التي لم يأخذوها منذ بداية الثورة.

## الدعوة له

إحدى المنشورات التي كان يتم توزيعها للدعوة إلى المليونية

قامت العديد من القوى السياسية بالدعوة للنزول في الجمعة المنشودة عن طريق صفحات التواصل الاجتماعي مثل الفيس بوك وتويتر والتوزيع مباشرة عن طريق منشورات أو ملصقات أو جرافيتي

## المطالب

لوحة عليها مطلب مليونية المطلب الواحد

سميت الجمعة باسم «المطلب الواحد» لإتفاق جميع القوى المشاركة على المطالب المكتوبة وهي:
- تسليم السلطة لمجلس رئاسي مدني بموعد أقصاه 15 مايو.
- التنديد بالمحاكمات العسكرية للمدنيين.
- التنديد بوضع مواد فوق دستورية.
- رفض وثيقة السلمي.

## القوى المشاركة
ورغم الاختلاف حول الأعداد التي شاركت في هذه المليونية، إلا أن تقارير عديدة أشارت إلى أنها تخطت الـ2 مليون شخص  في ميدان التحرير ضمت العديد من القوى السياسية ومنها:
- نزول الشيخ حازم صلاح أبو إسماعيل مع مؤيدينه في الميدان للمشاركة[2]
- جبهة التوافق الشعبي واللجنة التنسيقية[3]
- الدعوة السلفية بالعبور وائتلاف الشباب السلفي وحزب النور[4]
- الإخوان المسلمون[5] وأعلنت انتهاء مشاركتها مع بعض القوى الإسلامية في نفس اليوم قبل الساعة 7 مساءً[6]
- حركة شباب 6 أبريل[7]
- الاشتراكيون الثوريون[8]

وائتلاف شباب الجامعة وشباب الباحثين وحركة 25 يناير وائتلاف صوت الثورة والأكادميون المستقلون ومجلس أمناء الثورة وجبهة الإرادة الشعبية وائتلاف شباب الثورة وتيار الاستقلال الوطني وائتلاف شباب ثورة 25 يناير واتحاد شباب الثورة واتحاد قوى الثورة والائتلاف الإسلامي الحر وائتلاف العام للثورة والتيار الرئيسي والثائر الحر والهيئة الشرعية للحقوق والانصاح والجبهة الثورية وحركة الوحدة وحركة شعب ودعوة أهل السنة والجماعة ورابطة النهضة والإصلاح ورابطة نشطاء الثورة «كلنا معتقلون» ومؤسسة التوافق وحزب السلامة والتنمية وحزب الوعد.

## الأحداث
وقام القائمون على المنصة بإذاعة الأغانى الوطنية والتي قامت بدورها بإشعال حماس المتظاهرين، فيما ردد المتظاهرون شعارات «الله أكبر - الله أكبر» و«على الأقصى رايحين شهداء بالملايين» و«تسليم السلطة لمجلس رئاسى مدني قبل 30 إبريل» و«الشعب يريد تسليم السلطة في مايو»، فيما رفع عدد من المتظاهرين بميدان التحرير أعلام مصر وسوريا وفلسطين والسعودية.

وأفادت الجهات المنظمة لمليونية اليوم أنه من المتوقع أن تزداد الأعداد بشكل ملموس بعد انضام المصلين من عدد من المساجد بأنحاء مصر بعد صلاة الجمعة وفقا لما هو مخطط.

واستمرت منصة المرشح السابق لرئاسة الجمهورية حازم صلاح أبو إسماعيل التي كانت لا يزال يتواجد أمامها آلاف المتظاهرين في انتظار قرار استمرار الاعتصام من عدمه، كما استمرت أيضا المنصة الخاصة بحزب النور السلفي، بينما بدأ الجموع أمام منصة الإخوان في الانصراف للشوارع الجانبية للميدان، ويقوم حاليا شباب الإخوان بتفكيك المنصة وتنظيف الشوارع تمهيدا للرحيل.

كما أعلنت الجماعة الإسلامية انتهاء فعاليات جمعة المطلب الواحد، وبدأ المتظاهرون أمام منصة الجماعة الانسحاب تدريجيا من ميدان التحرير، مؤكدين أنهم سوف يعودون للميدان مرة أخرى في حالة عدم تسليم السلطة والإصرار على وثيقة السلمي.

وفي جانب آخر تجمع عدد بسيط من أبناء مبارك في ميدان مصطفى محمود لتأييد وثيقة السلمي.

## المحافظات الأخرى

### الإسكندرية
احتشد الآلاف من أنصار الأحزاب والائتلافات والحركات الشبابية للثورة في ساحة مسجد القائد إبراهيم بالإسكندرية، للمشاركة في جمعة رفض وثيقة السلمي والمطالبة بحكومة مدنية واستبعاد فلول النظام البائد من الانتخابات والحياة السياسية والتصدي للثورة المضادة.

أكد خطيب المسجد الشيخ أحمد المحلاوي خلال خطبة الجمعة وجود البلطجية والخارجين علي القانون بالشوارع وهو أمر مدبر ومخطط من النظام البائد لكي ينشغل الشعب عنهم، وتساءل المحلاوي أين الوعد الذي وعد به المجلس العسكري منذ 6 أشهر فالثورة أصبحت الآن حتمية فإذا أردنا الخلاص وإذا كنا بنحب مصر فلم يعد أمامنا سوي الثورة الحاشدة تكون أكثر شدة من الثورة السابقة وحتي يعلم من هم في السجون من النظام البائد أن الشعب ليس غافلاً عن مخططاتهم وأن الشعب لا ينام ومصمم علي الثورة.

وقد شارك العشرات من المرشحين في انتخابات مجلسي الشعب والشورى في المسيرة، فيما حرص العديد من الأحزاب عدم تصدير دعايتهم الانتخابية خلال المظاهرات ورفع علم مصر فقط، وتغطية الدعاية الملصقة علي السيارات التي حملت مكبرات الصوت، وانطلقوا في مسيرات حاشدة من ميدان القائد إبراهيم وحتى المنطقة العسكرية الشمالية بسيدى جابر على طريق الكورنيش مما عرقل الحركة المرورية.

### السويس
وقام المتظاهرون بمسيرة بدأت عند ميدان الأربعين مرورا بشارع الجيش الرئيسي بالسويس حتى بداية مدينة بورتوفيق ثم قاموا بالعودة إلى ميدان الأربعين مرة أخرى، وأدى المتظاهرون صلاة العصر في ميدان الأربعين، حيث شارك الآلاف واستمرت أعدادهم في التزايد وتم الاستعانة بسيارات تحمل مكبرات صوت رافقت المتظاهرين في كل مكان الذين حمل العشرات منهم الرايات الصفراء والسوداء والبيضاء خاصة من التيارات الإسلامية.
وحدثت اشتباكات بين المتظاهرين وقوات الأمن أثناء مرورهم أمام قسم الأربعين مطالبين بتحرير سجناء الرأي وتدخل الجيش ليفصل بينهم.

### الإسماعيلية
نظمت القوي السياسية والحركات الشبابية بالإسماعيلية مظاهرة في ميدان الممر عقب صلاة الجمعة ضمن دعوة مليونية المطلب الواحد،
بتسليم السلطة إلي المدنيين وإجراء انتخابات رئاسية، ورفض المتظاهرون وثيقة المبادئ فوق الدستورية التي اقترحها الدكتور علي السلمي وندد بسياسة المجلس العسكري والتفافه حول مسار الثورة ورفعوا لافتات ترفض تكرار سيناريو 1954 وإبقاء السلطة في يد العسكر، فيما أعلنت جماعة الإخوان المسلمين وحملة تأييد حازم صلاح أبو إسماعيل بالإسماعيلية مشاركتها في مليونية المطلب الواحد بميدان التحرير، واحتشد المئات في عدة ميادين بالإسماعيلية وتحركوا داخل أتوبيسات توجهت نحو القاهرة للمشاركة في المليونية بميدان التحرير، وفي نفس السياق قالت مصادر أمنية إن اجهزة الأمن شددت أمس إجراءات التأمين حول مديرية أمن الإسماعيلية واقسام الشرطة والمنشآت الحكومية الحيوية تجنبًا لوقوع أية حالات شغب.

### قنا
شارك آلاف المتظاهرين في تظاهرة حاشدة وسط مدينة قنا تضامناً مع جمعة «المطلب الواحد» بميدان التحرير بالقاهرة، وصلي المتظاهرون الجمعة بميدان الساعة، وشارك في التظاهرة التيارات الدينية وشباب الثورة، وهتفوا منددين بوثيقة ضد المجلس العسكري، وأقامت الجماعة الإسلامية بقنا معرض صور بميدان الساعة لضحايا التعذيب في السجون المصرية مطالبين بمحاكمة الضباط المتهمين بتعذيب السجناء بسجن العقرب.

### سوهاج
تظاهر المئات من أهالى سوهاج من مختلف القوى السياسية والحزبية بميدان الثقافة أكبر ميادين المحافظة ورفع المتظاهرون لافتات منددة بوثيقة السلمى، فيما انقسم الثوار ما بين ائتلاف الثورة وحركة 6 أبريل من ناحية وسلفيون من ناحية أخرى وهتف السلفيون «إسلامية.. إسلامية» وهتف ائتلاف الثورة «يا مشير قول لعنان لن يحكمنا رئيس اركان».
واتجهت المسيرة من ميدان الثقافة إلى ديوان عام المحافظة منددين بمحافظ سوهاج في إشارة لعدم رضى الشارع السوهاجى عن اداء المحافظ.

### دمياط
احتشد قرابة الألف شخص في ميدان الساعة بدمياط، معظمهم من السلفيين أما الإخوان المسلمون فقد توجهوا من الصباح الباكر إلي القاهرة للمشاركة في مليونية ميدان التحرير.

كما غابت حركة 6 أبريل التي أعلنت قبلها بيوم عن عدم مشاركتها في التظاهرة بدمياط احتراماً للظروف التي تمر بها دمياط في ظل أزمة موبكو التي انتهت صباح اليوم نفسه.
وردد المتظاهرون هتافات تندد بوثيقة السلمي فوق الدستور باعتبارها التفافاً ووصاية علي إرادة الشعب ورافضين لها بكل قوة.

## نهاية المليونية
استمرت بعض القوى السياسية بالاعتصام في ميدان التحرير مع أهالي الشهداء والمصابين مطالبين يحقوقهم ومطالبين بتداول السلطة إلى مدنية وإلغاء وثيقة السلمي.

وبسبب هذا الاعتصام الذي تم الهجوم عليه بقوة من قوات الأمن بدأت أحداث محمد محمود